# ケイニング
ケイニングは、主にBDSMプレイの一つとしてパートナーをcane（杖:じょう）で打つことを言う。スパンキングの一種。

## 概要
パドリングと同じように教育現場で用いられていた指示棒が体罰に用いられた結果、ジャンルとして分類されたものと推測される。また、よくしなる細い杖は鞭の一種の笞(むち)としても使用された。そのためウィッピングの一種とみなすこともできる。主に欧米の裕福な家庭が雇っていた家庭教師によって行なわれたという認識のもと、軽いスパンキングの一種とみなされている。caneは植物の茎を意味し、細い枝や木の棒などを指すため、非力な女性でも扱えるスパンキングアイテムである。
ただし細い杖で打つと打たれた部分はミミズ腫れとなる。あまりに強く打ち抜くと皮膚が裂ける可能性もある。欧米のスパンキングに関するイラストでは、こうした細い笞・杖でずたずたになった尻や乳房、下腹部などが描写されることが多い。実際に皮膚を傷つけるほどの打擲を行なうと感染症の危険もある。

## 打ち方
ウィッピングと同様に掌を打つことも良くある。ロールプレイ的に行なうならば、美人家庭教師が持っている指示棒で黒板（ホワイトボード）を指し、答えられない生徒にお仕置きをする、という状況が好まれる。